# Cowan-Reines-Neutrinoexperiment
Mit dem Cowan-Reines-Neutrinoexperiment gelang die erste direkte Beobachtung von Neutrinos (genauer Elektron-Antineutrinos), ungeladenen Elementarteilchen sehr kleiner Masse. Das Experiment wurde im Jahre 1956 von Clyde L. Cowan, Frederick Reines und Mitarbeitern durchgeführt.

## Hintergrund
Während der 1910er- und 1920er-Jahre zeichnete es sich durch Untersuchungen des Beta-Zerfalls ab, dass dabei zusätzlich zu einem Elektron ein weiteres Teilchen mit sehr geringer Masse und ohne elektrische Ladung emittiert wird, welches jedoch nie beobachtet worden war. Das beobachtete Energiespektrum der Elektronen ist kontinuierlich. Setzt man Energieerhaltung voraus, ist dies nur möglich, falls der Beta-Zerfall kein Zweikörper-, sondern ein Dreikörper-Zerfall ist: ein Zweikörperzerfall würde eine monochromatische Linie und kein kontinuierliches Energiespektrum erzeugen (siehe Kinematik (Teilchenprozesse)). Dieser und andere Gründe führten Wolfgang Pauli im Jahre 1930 zur Forderung der Existenz des Neutrinos. Um 1950 begann das Los Alamos National Laboratory unter der Bezeichnung poltergeist project ein Vorhaben, das „gespenstische“ Teilchen endlich direkt nachzuweisen.

## Prinzip des Experiments
Das nachzuweisende Elektron-Antineutrino {\displaystyle {\bar {\mathrm {\nu } }}_{e}} sollte mit einem Proton {\displaystyle \mathrm {p} } reagieren, wobei ein Neutron {\displaystyle \mathrm {n} } und ein Positron {\displaystyle \mathrm {e} ^{+}} – das Gegenstück zum Elektron – entstehen müssten.
{\displaystyle \mathrm {\bar {\nu }} _{e}+\mathrm {p} \rightarrow \mathrm {n} +\mathrm {e} ^{+}}
Das Positron trifft nach kurzer Zeit auf ein Elektron, woraufhin beide durch Paarvernichtung zerstrahlen. Die beiden entstehenden Photonen sind nachweisbar. Das Neutron kann durch die Gamma-Strahlung nachgewiesen werden, die entsteht, wenn es von einem geeigneten Kern eingefangen wird. Die Koinzidenz beider Ereignisse, Paarvernichtung und Neutroneneinfang, wäre ein eindeutiger Hinweis auf die gesuchte Antineutrino-Proton-Reaktion.
Die meisten Wasserstoff-Atome, die in Wassermolekülen gebunden sind, besitzen ein einzelnes Proton als Atomkern. Diese Protonen dienten in Reines' und Cowans Experiment als Target für die Antineutrinos.

## Aufbau und Durchführung
J. M. B. Kellogg hatte den Experimentatoren vorgeschlagen, einen Kernreaktor als Antineutrino-Quelle zu nutzen. Die Antineutrino-Flussdichte betrug 5·1013/(s·cm2), viel mehr, als mit einem radioaktiven Präparat erreichbar gewesen wäre.
Die Antineutrinos wechselwirkten dann, wie oben beschrieben, mit den Protonen in einem Wassertank, wodurch Neutronen und Positronen erzeugt wurden. (Fast) jedes Positron erzeugte bei der Paarvernichtung mit einem Elektron zwei Photonen von je 511 keV. Diese riefen in großen, um den Tank platzierten Szintillatoren Lichtblitze hervor, die wiederum durch Photoelektronenvervielfacher nachgewiesen werden konnten. Die entstandenen Neutronen wurden durch Streuung an den Protonen des Wassers moderiert und nach Erreichen thermischer Energie durch in dem Wasser gelöstes Cadmiumchlorid nachgewiesen. Das Cadmium-Isotop 113 absorbiert thermische Neutronen sehr wirksam und gibt bei der Einfangreaktion ein oder (meist) mehrere Photonen ({\displaystyle \gamma }) ab:
{\displaystyle n+\,^{113}\mathrm {Cd} \rightarrow \,^{114}\mathrm {Cd} +\gamma }
Wegen der Dauer des Moderationsvorgangs mussten die Photonen des Cadmiums einige Mikrosekunden später als das durch die Paarvernichtung des Positrons entstandene Photonenpaar in den Szintillationsdetektoren auftreten, falls alle Photonen ursprünglich auf die Reaktion desselben Antineutrinos zurückgingen. Zur Unterdrückung unerwünschter Koinzidenzen, die von Myonen aus der sekundären kosmischen Strahlung hervorgerufen werden, wurde ein dritter Szintillationsdetektor in Antikoinzidenz mit den beiden anderen Detektoren eingesetzt.
Der Versuch wurde zunächst in der Hanford Site aufgebaut, später jedoch zur Savannah River Site in South Carolina verlegt, da dort eine bessere Abschirmung gegen kosmische Strahlung möglich war. Der Ort des Versuchsaufbaus in der Savannah River Site war 11 m vom Reaktorkern entfernt und befand sich 12 m unter der Erde. Es wurden zwei Tanks mit einem Füllvolumen von insgesamt 200 Litern Wasser und mit etwa 40 kg gelöstem Cadmiumchlorid verwendet. Die Wassertanks wurden von drei Szintillatorschichten umschlossen, die mit 110 Photoelektronenvervielfachern von 127 mm Länge beobachtet wurden.
Nach einigen Monaten Messzeit deuteten die Messdaten auf eine Rate von drei Antineutrino-Reaktionen pro Stunde im Detektor hin. Um sicherzugehen, dass es sich tatsächlich um Ereignisse aus dem oben beschriebenen Mechanismus handelte, wurde der Reaktor heruntergefahren, um nachzuweisen, dass es einen Unterschied in der Anzahl der verzeichneten Ereignisse gibt. In weiteren Kontrollversuchen wurde u. a. das Wasser durch schweres Wasser ersetzt oder die Verzögerung zwischen den Detektorsignalen durch Ändern der Cadmium-Konzentration beeinflusst.

## Ergebnis
Cowan und Reines hatten einen Wirkungsquerschnitt der Reaktion von rund 6·10−44 cm2 erwartet. Die Messung ergab 6,3·10−44 cm2. Die Ergebnisse wurden in der Ausgabe vom 20. Juli 1956 der Zeitschrift Science veröffentlicht.
Clyde Cowan starb im Jahre 1974; Frederick Reines wurde im Jahre 1995 mit dem Nobelpreis für seine Arbeiten zur Neutrinophysik ausgezeichnet.